# Alt Budkowitz
Alt Budkowitz, polnisch Stare Budkowice (1936–1945: Alt Baudendorf) ist eine Ortschaft in Oberschlesien. Alt Budkowitz liegt in der Gemeinde Murow im Powiat Opolski in der polnischen Woiwodschaft Oppeln.

## Geographie

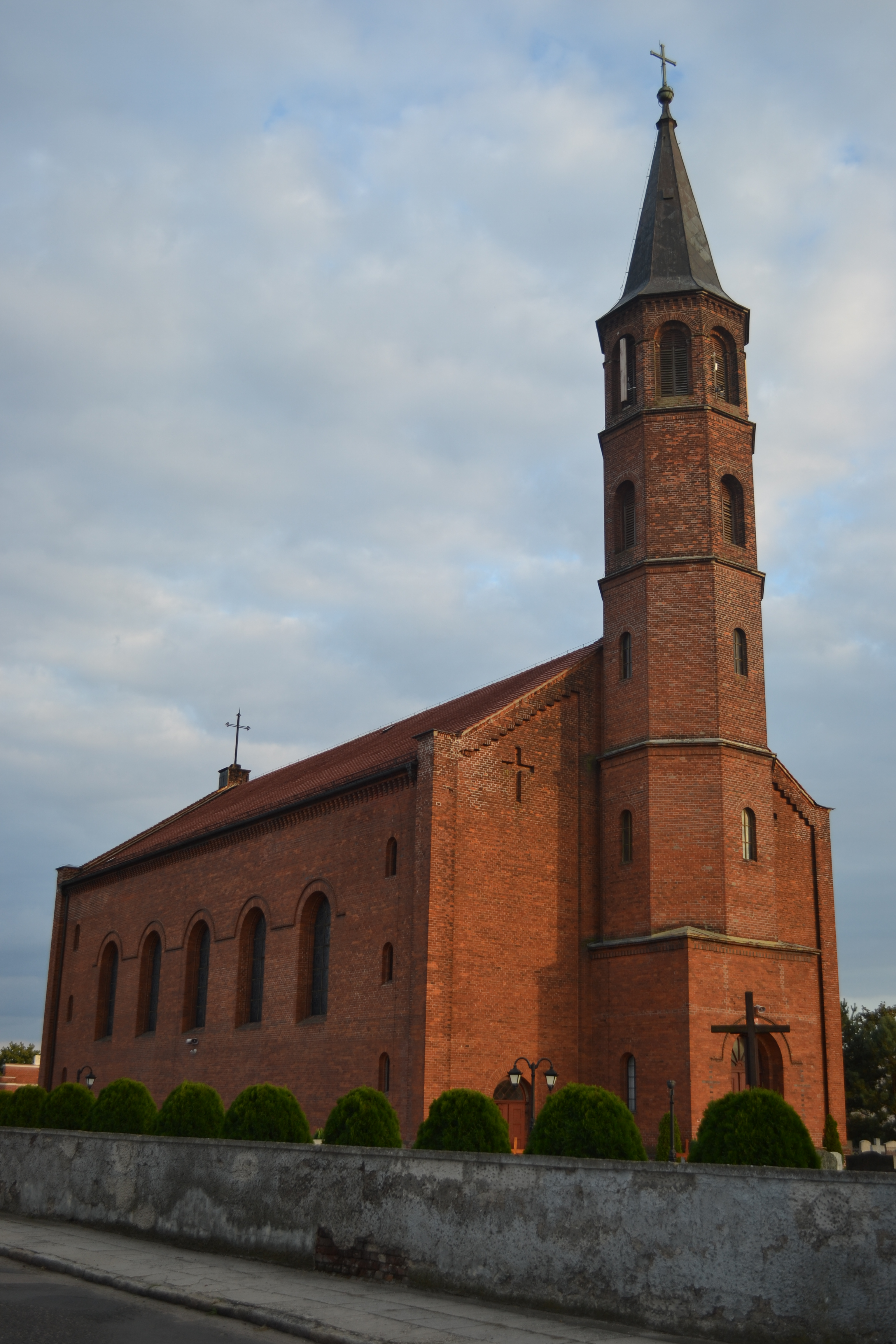
Die Rochuskirche

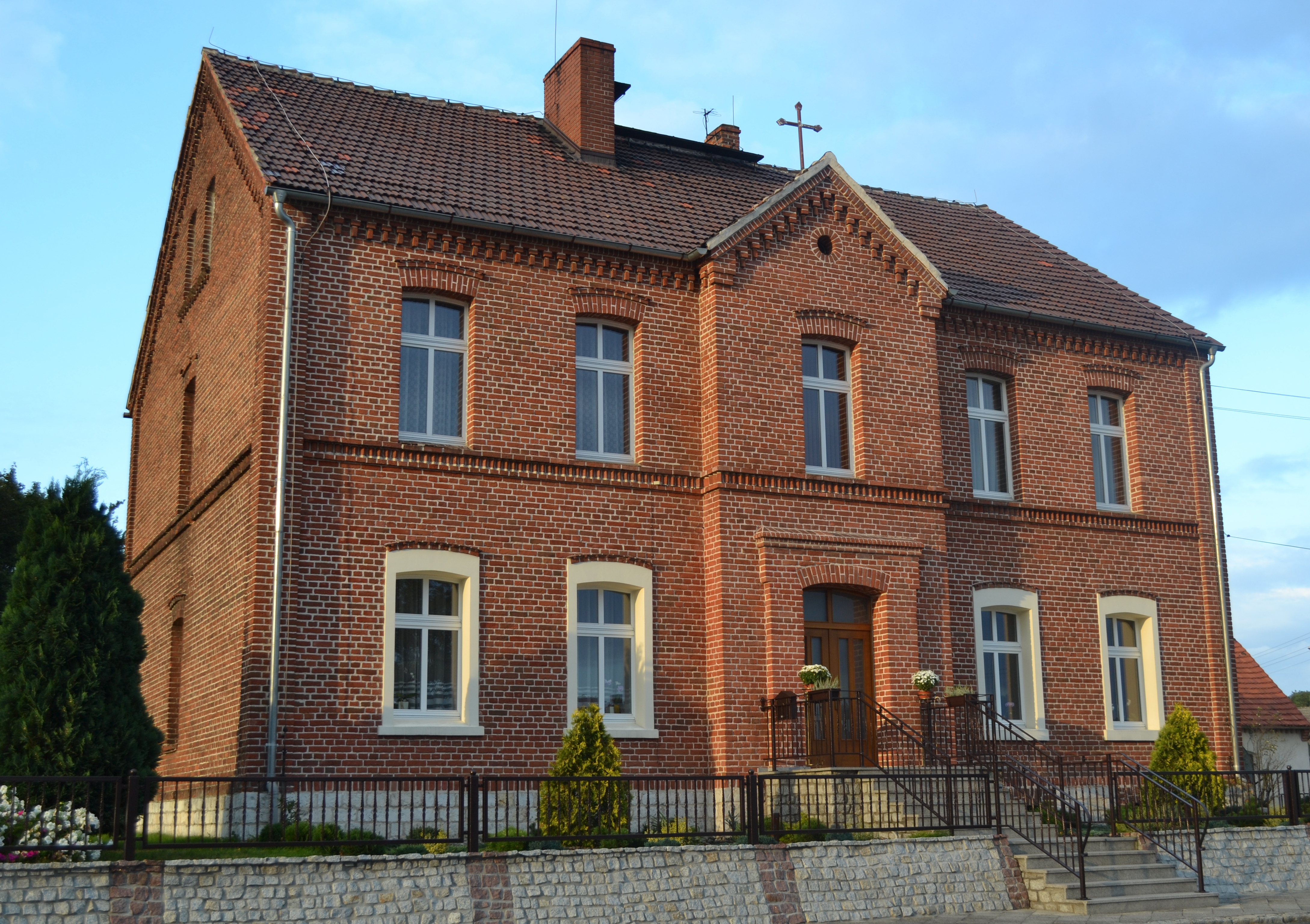
Pfarrhaus

### Geographische Lage
Alt Budkowitz liegt ca. acht Kilometer östlich vom Gemeindesitz in Murow sowie ca. 25 Kilometer nördlich der Kreisstadt und Woiwodschaftshauptstadt Oppeln. Der Ort liegt mitten in einem großen Waldgebiet, das zum Landschaftsschutzpark Stobrawski gehört. Durch Alt Budkowitz fließt der Budkowitzer Bach (poln. Budkowiczanka), ein linker Nebenfluss des Stobers (poln. Stobrawa).

### Ortsteile
Historisch gehörten zu Alt Budkowitz der Weiler Morczinek (poln. Morcinek), das Vorwerk Reilswerk (poln. Wojszyn) und Podkraje. Alt Budkowitz ist heute ein Ortsteil der Gemeinde Murow.

### Nachbarorte
Westlich von Alt Budkowitz liegt das Vorwerk Reilswerk (poln. Wojszyn). Im Nordosten liegt Dambinietz (poln. Dębiniec) sowie im Süden das Dorf Podewils (poln. Kały) und im Südosten Neu Budkowitz (poln. Nowe Budkowice).

## Geschichte
Das Dorf Alt Budkowitz wurde 1532 erstmals als Budtkhowitze erwähnt.
1713 wurde im Ort eine erste katholische Kirche errichtet, die Filiale von Jellowa war, ab 1827 mit eigenem Pfarrer. Eingepfarrt waren Alt und Neu Budkowitz, Morzinek, Dambinietz, Friedrichsthal, Georgenwerk, Plümkenau, Podewils, Süßenrode und Zedlitz.
1845 bestanden im Dorf eine katholische Kirche, eine katholische Schule, zwei Teeröfen sowie weitere 132 Häuser. 1845 lebten in Alt Budkowitz 891 Menschen, davon drei evangelisch und elf jüdisch. 1874 wurde der Amtsbezirk Alt Budkowitz gegründet. Erster Amtsvorsteher war der Königliche Forstkassenrendant Sollor.
Bei der Volksabstimmung in Oberschlesien am 20. März 1921 stimmten 961 Wahlberechtigte für einen Verbleib bei Deutschland und 267 für Polen. Alt Budkowitz verblieb beim Deutschen Reich. 1933 lebten im Ort 1631 Einwohner. Am 19. Mai 1936 wurde der Ort in Alt Baudendorf umbenannt. 1939 hatte der Ort 1668 Einwohner. Bis 1945 befand sich der Ort im Landkreis Oppeln.
1945 kam der bisher deutsche Ort unter polnische Verwaltung, wurde in Stare Budkowice umbenannt und der Woiwodschaft Schlesien angeschlossen. 1950 kam der Ort zur Woiwodschaft Oppeln und 1999 zum wiedergegründeten Powiat Opolski. Im März 2009 erhielt der Ort zusätzlich den amtlichen deutschen Ortsnamen Alt Budkowitz.

## Sehenswürdigkeiten
- Die römisch-katholische Rochuskirche wurde 1847 erbaut. Ein erster Kirchenbau wurde 1713 an gleicher Stelle errichtet. 1827 wurde die selbstständige Pfarrei Alt Budkowitz gegründet. Der heutige Bau wurde am 11. November 1847 geweiht. In den 1950er und 1990er fanden umfangreiche Sanierungsarbeiten am Kirchengebäude statt.[7] Seit 1959 steht das Gotteshaus unter Denkmalschutz.[8]
- Pfarrhaus an der ul. Zagwiździańska

## Vereine
- Deutscher Freundschaftskreis